# Cuied, Arad
Cuied este un sat în comuna Buteni din județul Arad, Crișana, România.